# Ena Šibaharaová
Ena Šibaharaová (japonsky 柴原 瑛菜, Šibahara Ena, * 12. února 1998 Mountain View, Kalifornie) je japonsko-americká profesionální tenistka, deblová specialistka, která do června 2019 reprezentovala rodné Spojené státy a následně začala nastupovat za Japonsko. Ve své dosavadní kariéře na okruhu WTA Tour vyhrála jedenáct deblových turnajů včetně Miami Open 2021 a Canadian Open 2023. K nim přidala trofej ze čtyřhry série WTA 125. V rámci okruhu ITF získala sedm titulů ve čtyřhře.
Na žebříčku WTA byla ve dvouhře nejvýše klasifikována v říjnu 2024 na 132. místě a ve čtyřhře v březnu 2022 na 4. místě. Trénuje ji Šuhei Šibahara.
V juniorském tenise triumfovala s krajankou Jadou Hartovou ve čtyřhře US Open 2016. Na stejném grandslamu debutovala mezi dospělými v ženské čtyřhře. S Nizozemcem Wesleym Koolhofem vyhrála smíšenou čtyřhru French Open 2022 po finálovém vítězství nad norsko-belgickým párem Ulrikke Eikeriová a Joran Vliegen.
V japonském týmu Billie Jean King Cupu debutovala v roce 2020 cartagenským kvalifikačním kolem proti Španělsku, v němž za rozhodnutého stavu vyhrála s Aojamovou čtyřhru nad párem Arruabarrenová a Bolsovová. Japonky odešly poraženy 1:3 na zápasy. Do listopadu 2024 v soutěži nastoupila k devíti mezistátním utkáním s bilancí 0–0 ve dvouhře a 8–1 ve čtyřhře.
V letech 2016–2018 studovala sociologii na Kalifornské univerzitě v Los Angeles, kde hrála univerzitní tenis za tým UCLA Bruins.

## Tenisová kariéra

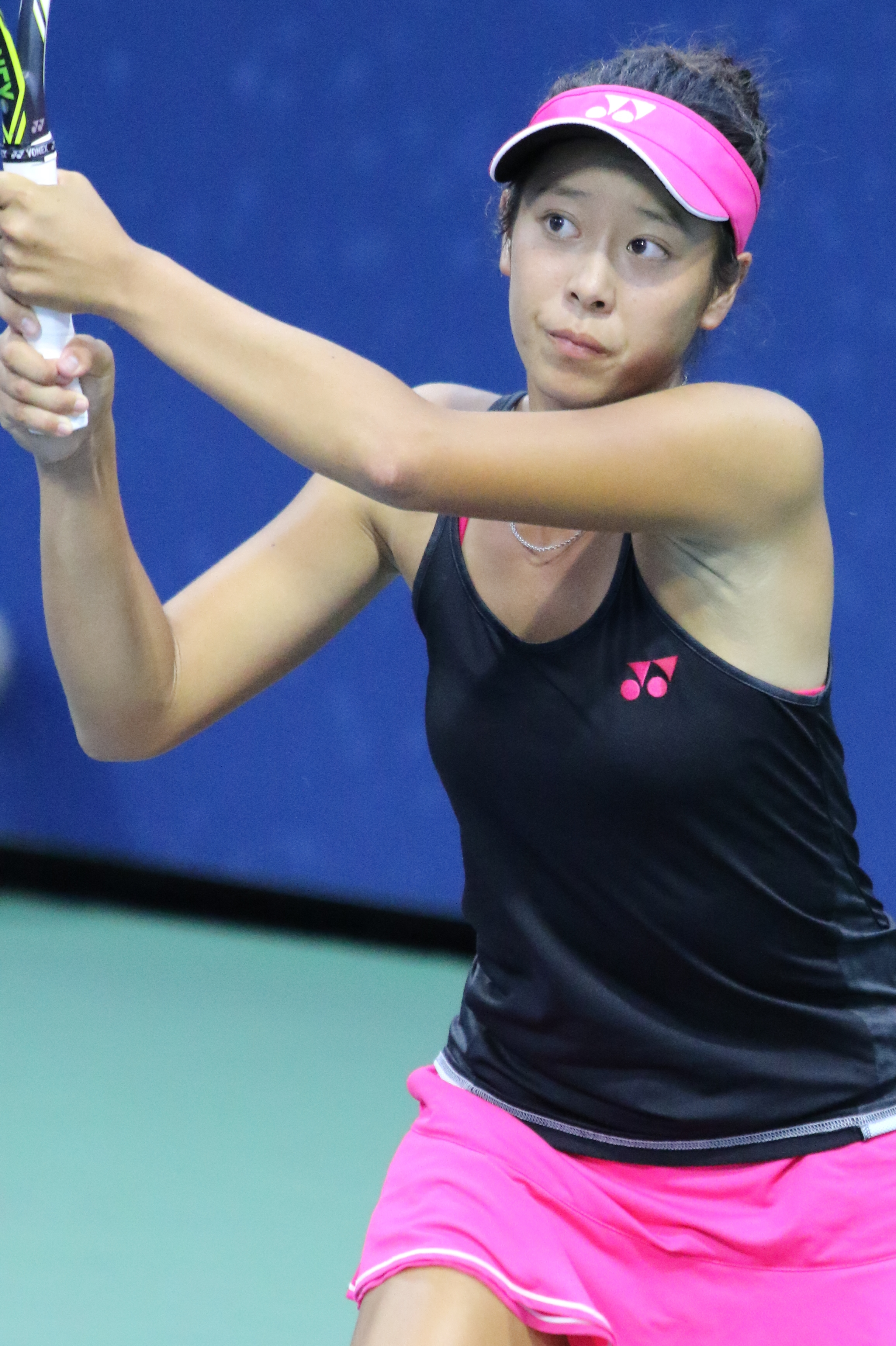
Bekhend na US Open 2016

V rámci událostí okruhu ITF debutovala v únoru 2014, když do čtyřhry turnaje v kalifornském Rancho Santa Fe s dotací 25 tisíc dolarů obdržela po boku krajanky Man-Son-Hingové divokou kartu. V úvodním kole však Američanky prohrály. Premiérový titul v této úrovni tenisu vybojovala během června 2018 na události v louisianském Baton Rouge s rozpočtem 25 tisíc dolarů, na němž s Hayley Carterovou ovládly čtyřhru.
Debut v hlavní soutěži nejvyšší grandslamové kategorie přišel v ženském deblu US Open 2016 po obdržení divoké karty. S krajankou Jadou Hartovou skončily v úvodním kole na raketách indicko-českých turnajových sedmiček Sanii Mirzaové a Barbory Strýcové po dvousetovém průběhu. Jednalo se zároveň o její první utkání na okruhu WTA Tour.
Premiérovou účast na túře WTA, vyjma grandslamu, zaznamenala v bogotské čtyřhře Copa Colsanitas 2019. S Američankou Hayley Carterovou se probojovaly až do finále, v němž uhrály jen tři gemy na australskou dvojici Zoe Hivesová a Astra Sharmaová. Další finálové zápasy odehrála po boku Japonky Šúko Aojamové. Z prvního z nich na Silicon Valley Classic 2019 v kalifornském San José odešly poraženy od nejvýše nasazeného, americko-českého páru Nicole Melicharová a Květa Peschkeová. Poté již získaly šňůru trofejí, když od říjnového Tianjin Open 2019 v Tchien-ťinu do srpnového Tennis in the Land 2021 v Clevelendu vyhrály všech osm finále, do nichž postoupily.

## Finále na Grand Slamu

### Ženská čtyřhra: 1 (0–1)
| Stav       | rok  | turnaj          | povrch | spoluhráčka   | soupeřky ve finále                    | výsledek |
| ---------- | ---- | --------------- | ------ | ------------- | ------------------------------------- | -------- |
| Finalistka | 2023 | Australian Open | tvrdý  | Šúko Aojamová | Barbora Krejčíková Kateřina Siniaková | 4–6, 3–6 |

### Smíšená čtyřhra: 1 (1–0)
| Stav    | rok  | turnaj      | povrch | spoluhráč      | soupeři ve finále               | výsledek      |
| ------- | ---- | ----------- | ------ | -------------- | ------------------------------- | ------------- |
| Vítězka | 2022 | French Open | antuka | Wesley Koolhof | Ulrikke Eikeriová Joran Vliegen | 7–6(7–5), 6–2 |

## Finále na okruhu WTA Tour

### Čtyřhra: 17 (11–6)
| Legenda                                        |
| ---------------------------------------------- |
| Grand Slam (0–1)                               |
| Turnaj mistryň (0)                             |
| Premier Mandatory & Premier 5 / WTA 1000 (2–1) |
| Premier / WTA 500 (5–3)                        |
| International / WTA 250 (4–1)                  |

| Stav       | č.  | datum           | turnaj                                | kategorie     | povrch     | spoluhráčka        | soupeřky ve finále                           | výsledek          |
| ---------- | --- | --------------- | ------------------------------------- | ------------- | ---------- | ------------------ | -------------------------------------------- | ----------------- |
| Finalistka | 1.  | . dubna 2019    | Bogotá, Kolumbie                      | International | antuka     | Hayley Carterová   | Zoe Hivesová Astra Sharmaová                 | 1–6, 2–6          |
| Finalistka | 2.  | 4. srpna 2019   | San José, Spojené státy               | Premier       | tvrdý      | Šúko Aojamová      | Nicole Melicharová Květa Peschkeová          | 4–6, 4–6          |
| Vítězka    | 1.  | 13. října 2019  | Tchien-ťin, Čína                      | International | tvrdý      | Šúko Aojamová      | Nao Hibinová Miju Katová                     | 6–3, 7–5          |
| Vítězka    | 2.  | 20. října 2019  | Moskva, Rusko                         | Premier       | tvrdý (h)  | Šúko Aojamová      | Kirsten Flipkensová Bethanie Mattek-Sandsová | 6–2, 6–1          |
| Vítězka    | 3.  | 16. února 2020  | Petrohrad, Rusko                      | Premier       | tvrdý (h)  | Šúko Aojamová      | Kaitlyn Christianová Alexa Guarachiová       | 4–6, 6–0, [10–3]  |
| Vítězka    | 4.  | 13. ledna 2021  | Abú Zabí, Spojené arabské emiráty     | WTA 500       | tvrdý      | Šúko Aojamová      | Hayley Carterová Luisa Stefaniová            | 7–6(7–5), 6–4     |
| Vítězka    | 5.  | 6. února 2021   | Melbourne, Austrálie                  | WTA 500       | tvrdý      | Šúko Aojamová      | Anna Kalinská Viktória Kužmová               | 6–3, 6–4          |
| Vítězka    | 6.  | 4. dubna 2021   | Miami, Spojené státy                  | WTA 1000      | tvrdý      | Šúko Aojamová      | Hayley Carterová Luisa Stefaniová            | 6–2, 7–5          |
| Vítězka    | 7.  | 26. června 2021 | Eastbourne, Velká Británie            | WTA 500       | tráva      | Šúko Aojamová      | Nicole Melicharová Demi Schuursová           | 6–1, 6–4          |
| Vítězka    | 8.  | 28. srpna 2021  | Cleveland, Spojené státy              | WTA 250       | tvrdý      | Šúko Aojamová      | Christina McHaleová Sania Mirzaová           | 7–5, 6–3          |
| Finalistka | 3.  | 19. března 2022 | Indian Wells, Spojené státy           | WTA 1000      | tvrdý      | Asia Muhammadová   | Sü I-fan Jang Čao-süan                       | 5–7, 6–7(4–7)     |
| Finalistka | 4.  | 29. ledna 2023  | Australian Open, Melbourne, Austrálie | Grand Slam    | tvrdý      | Šúko Aojamová      | Barbora Krejčíková Kateřina Siniaková        | 4–6, 3–6          |
| Finalistka | 5.  | 9. dubna 2023   | Charleston, Spojené státy             | WTA 500       | antuka (z) | Giuliana Olmosová  | Danielle Collinsová Desirae Krawczyková      | 6–0, 4–6, [12–14] |
| Vítězka    | 9.  | 18. června 2023 | Rosmalen, Nizozemsko                  | WTA 250       | tráva      | Šúko Aojamová      | Viktória Hrunčáková Tereza Mihalíková        | 6–3, 6–3          |
| Vítězka    | 10. | 13. srpna 2023  | Montréal, Kanada                      | WTA 1000      | tvrdý      | Šúko Aojamová      | Desirae Krawczyková Demi Schuursová          | 6–4, 4–6, [13–11] |
| Finalistka | 6.  | 15. října 2023  | Čeng-čou, Čína                        | WTA 500       | tvrdý      | Šúko Aojamová      | Gabriela Dabrowská Erin Routliffeová         | 2–6, 4–6          |
| Vítězka    | 11. | 20. října 2024  | Ósaka, Japonsko                       | WTA 250       | tvrdý      | Laura Siegemundová | Cristina Bucșová Monica Niculescuová         | 3–6, 6–2, [10–2]  |

## Finále série WTA 125
| Legenda                  |
| ------------------------ |
| D – dvouhra; Č – čtyřhra |
| WTA 125 (1–1 Č)          |

### Čtyřhra: 2 (1–1)
| Stav       | č. | datum         | turnaj                       | povrch | spoluhráčka       | soupeřky ve finále                     | výsledek         |
| ---------- | -- | ------------- | ---------------------------- | ------ | ----------------- | -------------------------------------- | ---------------- |
| Vítězka    | 1. | leden 2019    | Newport Beach, Spojené státy | tvrdý  | Hayley Carterová  | Yanina Wickmayerová Taylor Townsendová | 6–3, 7–6(7–1)    |
| Finalistka | 1. | listopad 2019 | Houston, Spojené státy       | tvrdý  | Sharon Fichmanová | Luisa Stefaniová Ellen Perezová        | 6–1, 4–6, [5–10] |

## Finále na okruhu ITF
| Dotace turnajů okruhu ITF | Dotace turnajů okruhu ITF |
| ------------------------- | ------------------------- |
| 100 000 $ tournaments     | 80 000 $ tournaments      |
| 75 000 $ tournaments      | 60 000 $ tournaments      |
| 50 000 $ tournaments      | 25 000 $ tournaments      |
| 15 000 $ tournaments      | 10 000 $ tournaments      |

### Čtyřhra (7 titulů)
| Č. | datum              | turnaj                         | povrch    | spoluhráčka      | poražené finalistky                            | výsledek         |
| -- | ------------------ | ------------------------------ | --------- | ---------------- | ---------------------------------------------- | ---------------- |
| 1. | 23. června 2018    | Baton Rouge, Spojené státy     | tvrdý     | Hayley Carterová | Astra Sharmaová Gabriela Talabová              | 6–3, 6–4         |
| 2. | 4. srpna 2018      | Lexington, Spojené státy       | tvrdý     | Hayley Carterová | Sanaz Marandová Victoria Rodríguezová          | 6–3, 6–1         |
| 3. | 7. října 2018      | Stockton, Spojené státy        | tvrdý     | Hayley Carterová | Quinn Gleasonová Luisa Stefaniová              | 7–5, 5–7, [10–7] |
| 4. | 9. listopadu 2018  | Lawrence, Spojené státy        | tvrdý (h) | Vladica Babićová | Anna Danilinová Xenija Laskutovová             | 6–4, 6–2         |
| 5. | 17. listopadu 2018 | Norman, Spojené státy          | tvrdý     | Vladica Babićová | María José Portillo Ramírezová Sofia Sewingová | 6–2, 6–3         |
| 6. | 24. února 2019     | Rancho Santa Fe, Spojené státy | tvrdý     | Hayley Carterová | Francesca Di Lorenzová Caty McNallyová         | 7–5, 6–2         |
| 7. | 18. května 2019    | Kurume, Japonsko               | koberec   | Hiroko Kuwataová | Erina Hajašiová Mojuka Ušijimová               | 0–6, 6–4, [10–7] |

## Finále na juniorském Grand Slamu

### Čtyřhra juniorek: 1 (1–0)
| Stav    | rok  | turnaj  | povrch | spoluhráčka  | soupeřky ve finále                | výsledek          |
| ------- | ---- | ------- | ------ | ------------ | --------------------------------- | ----------------- |
| Vítězka | 2016 | US Open | tvrdý  | Jada Hartová | Kayla Dayová Caroline Dolehideová | 4–6, 6–2, [13–11] |